# Ameenah Gurib-Fakim
Ameenah Firdaus Gurib-Fakim (ur. 17 października 1959 w Surinamie) – maurytyjska polityk, w latach 2015–2018 prezydent Mauritiusa.
Dorastała w Plaine Magnien, szkołę podstawową ukończyła w Saint-Patrice. W 1983 zdobyła tytuł Bachelor of Science z chemii na University of Surrey. Absolwentka studiów doktoranckich na University of Exeter, po których wróciła do kraju, gdzie została zatrudniona na Uniwersytecie Maurytyjskim.
W 1988 poślubiła chirurga Anwara Fakima, z którym ma dwóch synów, Adama i Imaana.
W 2007 jako przedstawicielka Afryki otrzymała nagrodę UNESCO-L’Oreal za pionierskie prace w zakresie badania i analizy maurytyjskich roślin i ich zastosowań biomedycznych. W 2013 została doktorem honoris causa Université Pierre et Marie Curie. Jest też honorowym profesorem University of South Africa.
1 czerwca 2015 została wybrana prezydentem Mauritiusa jako pierwsza kobieta na tym stanowisku, a 5 czerwca 2015 odbyło się jej zaprzysiężenie. W związku z oskarżeniami o korupcję oraz wydaniem około 25 tys. euro z konta organizacji Instytut Planety Ziemia na prywatne zakupy 23 marca 2018 roku została odwołana ze stanowiska. Zastąpił ją ówczesny wiceprezydent Barlen Vyapoory.